# Gorczański Park Narodowy
Gorczański Park Narodowy – park narodowy w Polsce, położony w centralnym pasmie Gorców (m.in. masywy Turbacza i Gorca). Został utworzony w 1981 roku rozporządzeniem Rady Ministrów z dnia 8 sierpnia 1980 r. Dyrekcja Gorczańskiego Parku Narodowego znajduje się w Porębie Wielkiej. Organizatorem i pierwszym dyrektorem parku był Jerzy Honowski.

## Historia
Już przed II wojną światową dostrzegano konieczność ochrony pięknego krajobrazu i posiadającego duże walory przyrodnicze obszaru Gorców. W 1927 r. właściciel tych terenów – Ludwik Wodzicki z Poręby Wielkiej utworzył na obszarze 114 ha rezerwat przyrody im. Władysława Orkana. Właściwy Gorczański Park Narodowy utworzono jednak dopiero w 1981 r. Początkowo miał powierzchnię 5908 ha, w 1988 r. został rozszerzony do 6763 ha, później zwiększono jeszcze jego powierzchnię; stan na 2016 r. wynosi 7029,85 ha. W 1997 r. wokół parku wyznaczono otulinę o powierzchni 16 647 ha.
Najstarszym sakralnym zabytkiem GPN jest kapliczka Bulandy na Polanie Jaworzyna Kamienicka.

## Informacje ogólne
Znajduje się na terenie 5 gmin: Mszana Dolna (1161 ha), Niedźwiedź (2995 ha), Kamienica (1313 ha), Nowy Targ (598 ha), Ochotnica Dolna (963 ha). Większość obszaru stanowi własność Skarbu Państwa (6567 ha), pozostałe to własność prywatna (382 ha) lub gminna (81 ha). Na obszarze parku znajdują się poza Turbaczem wszystkie najwyższe szczyty Gorców: Jaworzyna Kamienicka (1288 m), Kiczora (1282 m), Trzy Kopce (1281 m), Kudłoń (1274 m), Gorc (1228 m) i Czoło Turbacza (1258 m). Symbolem parku jest salamandra plamista.

## Flora
W Gorcach stwierdzono występowanie ponad 900 gatunków roślin naczyniowych, 25 gatunków mchów, 450 gatunków porostów i 116 gatunków wątrobowców, z czego ok. 85% na terenie parku i jego otuliny. Znaczny jest udział gatunków górskich, m.in.: liczydło górskie, tojad dzióbaty, jaskier platanolistny, miłosna górska, omieg górski. Występują tu również 22 gatunki charakterystyczne dla piętra alpejskiego, np. kuklik górski, wiechlina alpejska, tymotka alpejska. Z chronionych prawnie roślin występuje 113 taksonów.
Charakterystyczne dla Gorców są duże kompleksy leśne, występujące w dwóch piętrach roślinności: reglu dolnym (650–1100 m n.p.m.) i górnym (powyżej 1100 m n.p.m.). Lasy stanowią aż 95% powierzchni parku, liczne w nich są drzewa w wieku powyżej 100 lat. W drzewostanie występują głównie świerk, buk, jodła, domieszkę stanowią modrzew, wiąz, jesion, jawor, olsza szara. Wyróżniono tu wiele zespołów leśnych, a wśród nich buczynę karpacką, kwaśną buczynę górską, żyzną jedlinę, bór świerkowo-jodłowy regla dolnego i górnego, olszynę karpacką i olszynę bagienną. W runie leśnym tych lasów występują charakterystyczne dla tych zespołów roślinnych gatunki, jak: bodziszek leśny, czosnek niedźwiedzi, kokorycz pusta, listera sercowata, urdzik karpacki, wietlica alpejska, żywiec bulwkowaty, żywokost sercowaty, pospolita borówka brusznica, liczne mchy i paprocie. W młakach i ziołoroślach nadpotokowych występują: lepiężnik wyłysiały, knieć błotna, tojad dzióbaty, modrzyk górski i parzydło leśne. Rzadkimi elementami flory są zarzyczka górska, skalnica gronkowa i fiołek dwukwiatowy. Być może wyginęła już, obserwowana kiedyś pod Turbaczem, największa osobliwość florystyczna Gorców – podejźrzon lancetowaty.
Osobną grupę stanowią zespoły roślinne związane z polanami, na których występuje aż 130 gatunków związanych wyłącznie z polanami. Stąd też tak ważne jest zachowanie tych polan i niedopuszczenie do ich zalesienia. Rosną tu m.in.: jastrzębiec pomarańczowy, mieczyk dachówkowaty, tłustosz pospolity, pełnik europejski, prosienicznik jednogłówkowy, szafran spiski i aż 13 gatunków z rodziny storczykowatych, m.in.: gółka długoostrogowa, kruszczyk szerokolistny, ozorka zielona, stoplamek plamisty i szerokolistny, storczyca kulista. Duża część tych polan jest bardzo jałowa, pokryta roślinnością ubogich siedlisk, tzw. „psiarami” z psią trawką, dziewięćsiłem bezłodygowym i kuklikiem górskim.
Na podmokłych stanowiskach występują młaki kozłkowo-turzycowe, a wokół nich przeważnie łąki ostrożeniowe z rdestem wężownikiem i ostrożniem łąkowym.

## Fauna
Duże i dobrze zachowane kompleksy leśne sprzyjają licznemu występowaniu tu zwierząt, dla których gdzie indziej brakuje już odpowiednich siedlisk: dzika, jelenia, sarny, wydry, borsuka, gronostaja. Zróżnicowanie środowiska (oprócz lasów są polany) sprzyja dużej różnorodności gatunkowej fauny parku.
Występuje tu 185 gatunków kręgowców, z tego 21 jest w rejestrze Polskiej Czerwonej Księgi Zwierząt. Są to: płazy: traszka karpacka, ptaki: cietrzew, dzięcioł białogrzbiety, dzięcioł trójpalczasty, głuszec, orlik krzykliwy, orzeł przedni, puchacz, puszczyk uralski, sóweczka, włochatka, ssaki: koszatka leśna, mroczek posrebrzany, mroczek pozłocisty, niedźwiedź brunatny, podkowiec mały, popielica szara, rzęsorek mniejszy, ryś euroazjatycki, wilk szary, żbik europejski. Występuje 9 gatunków nietoperzy, 130 gatunków ptaków (w tym 100 gniazdujących na terenie parku), 7 gatunków płazów. W potokach występują 2 gatunki ryb: pstrąg potokowy i głowacz pręgopłetwy. Stwierdzono występowanie ponad 1000 gatunków bezkręgowców, w tym 23 endemity karpackie lub karpacko-sudeckie. Liczne są gatunki bezkręgowców górskich i borealnych (ok. 100 gatunków). Na polanach liczna fauna motyli (m.in. rusałka admirał, rusałka pokrzywnik, perłowiec większy), chrząszczy i innych owadów.

## Polany gorczańskie
Stanowią jeden z najbardziej charakterystycznych składników krajobrazu i przyrody Gorców. Są też największą ich turystyczną atrakcją. Rozciągają się z nich rozległe widoki na Tatry, Pieniny, Beskid Wyspowy i Sądecki. Wiosną pokrywają się łanami krokusów. Powstały w XIV w. w wyniku działalności przybyłych z Półwyspu Bałkańskiego Wołochów, którzy tutaj przynieśli swoją kulturę pasterską, później kontynuowaną przez mieszkańców tych terenów. Polany te, przez miejscową ludność nazywane halami, powstały w wyniku wypalania lasu, a następnie poszerzane były poprzez wyręby. Wypasanie i koszenie zapobiegało ich zarastaniu lasem. Najbardziej intensywny wypas trwał przed II wojną światową, Gorce po Tatrach były wtedy największym ośrodkiem pasterstwa. Jeszcze wiele lat po II wojnie światowej stały na nich szałasy pasterskie i trwał intensywny wypas. Po zaprzestaniu wypasu zaczęły zarastać ze szkodą dla walorów widokowych oraz różnorodności biologicznej borówczyskami i malinami, a następnie lasem. Oglądać tu można naturalną sukcesję ekologiczną. Ostatnio Gorczański Park Narodowy dostrzegł konieczność zachowania tych polan. Na Hali Długiej ponownie wprowadzono kulturowy wypas owiec, niektóre inne polany (np. Jaworzyna Kamienicka) są wykaszane. Jednak los większości, szczególnie tych poza obszarem GPN wydaje się już być przesądzony.

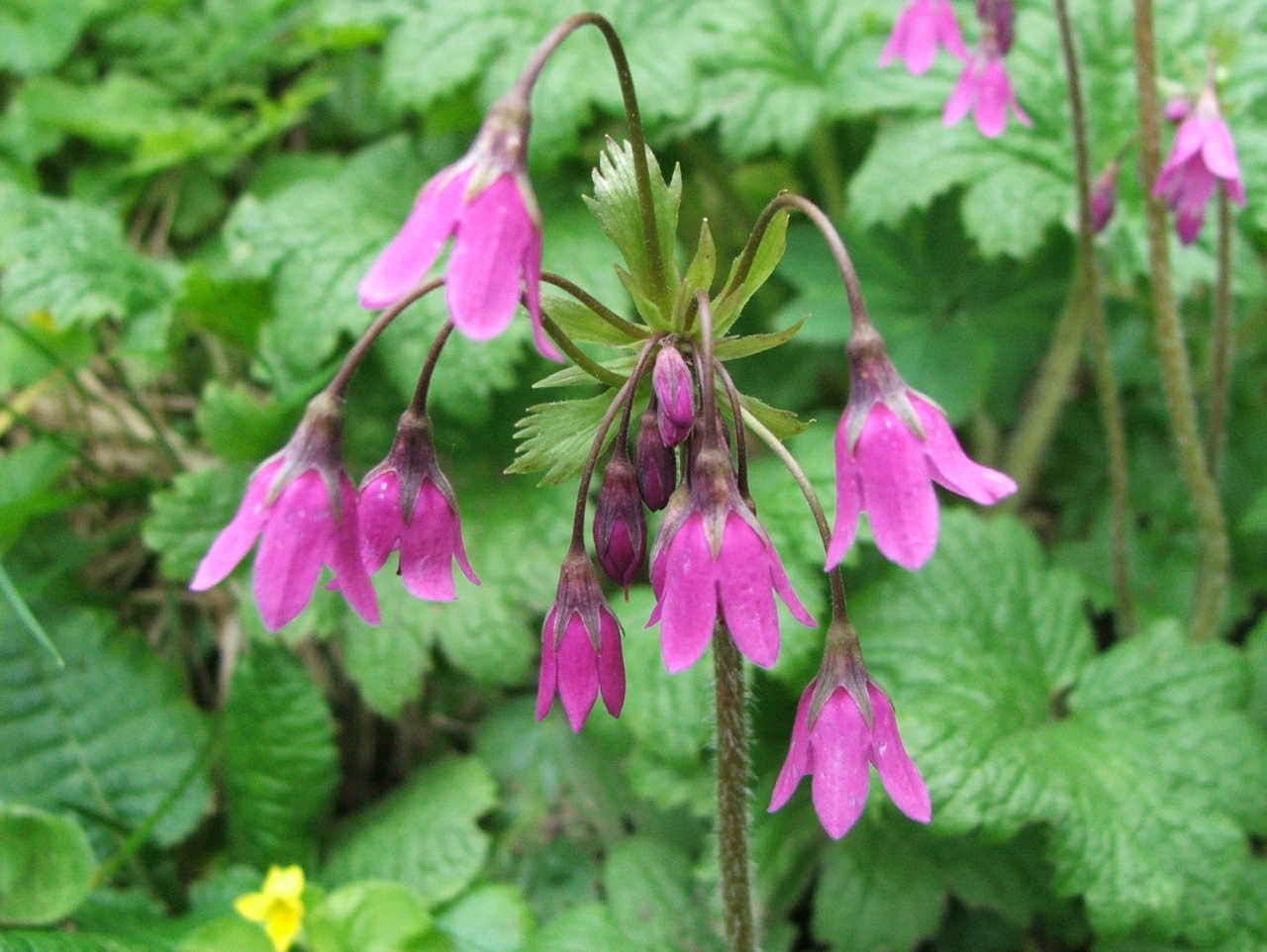
Zarzyczka górska
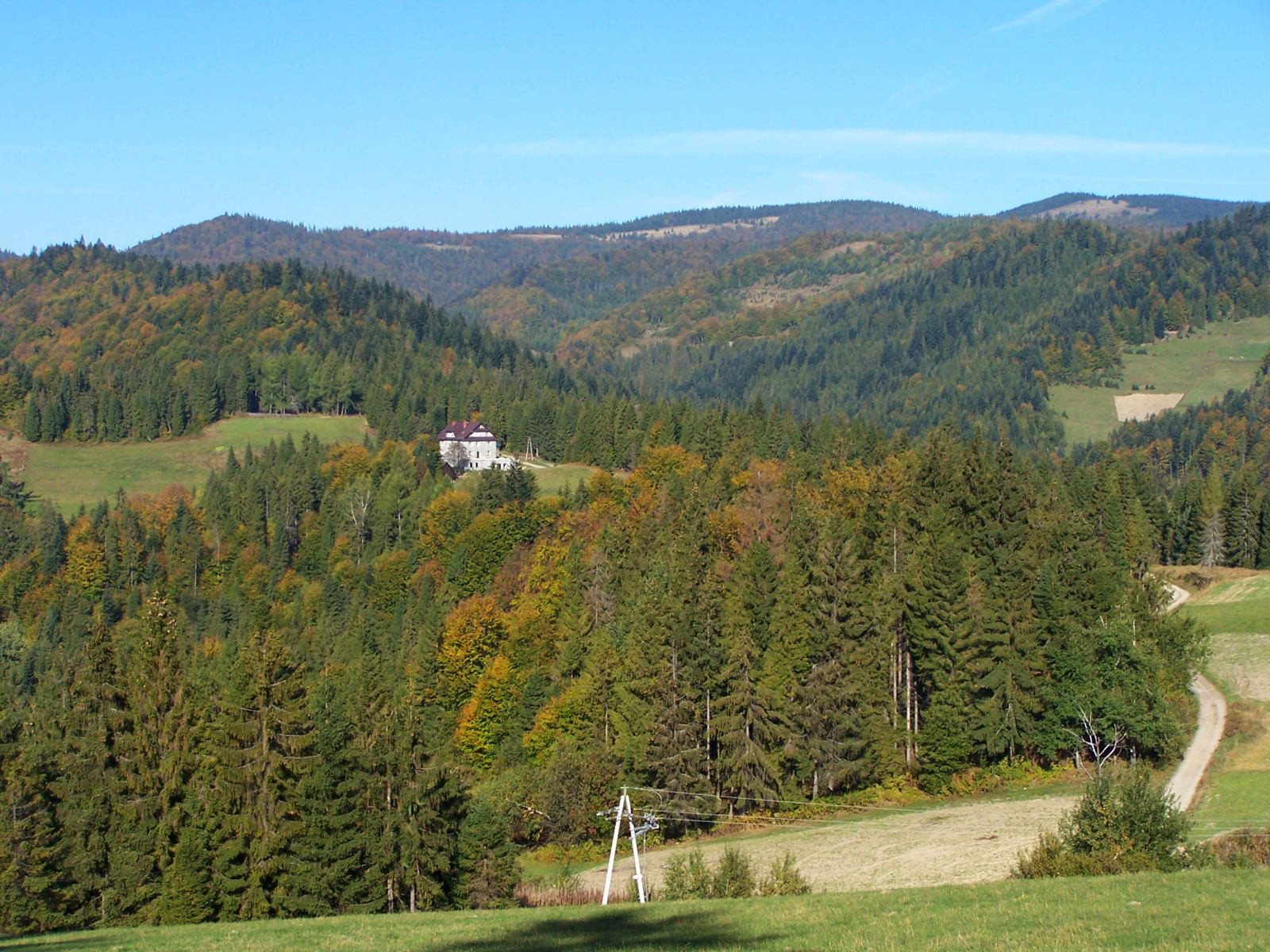
Gorce – widok z Przełęczy Knurowskiej
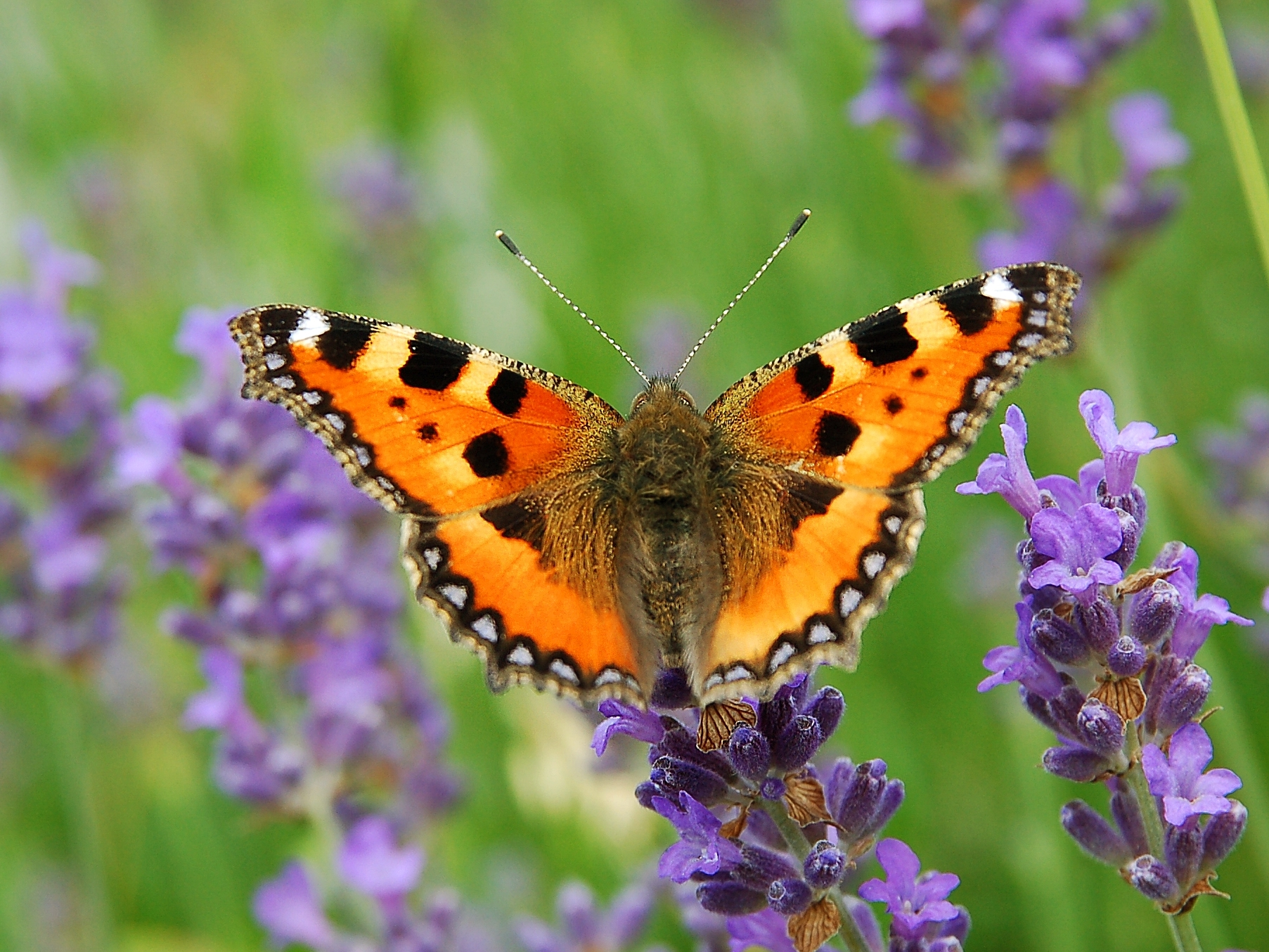
Rusałka pokrzywnik
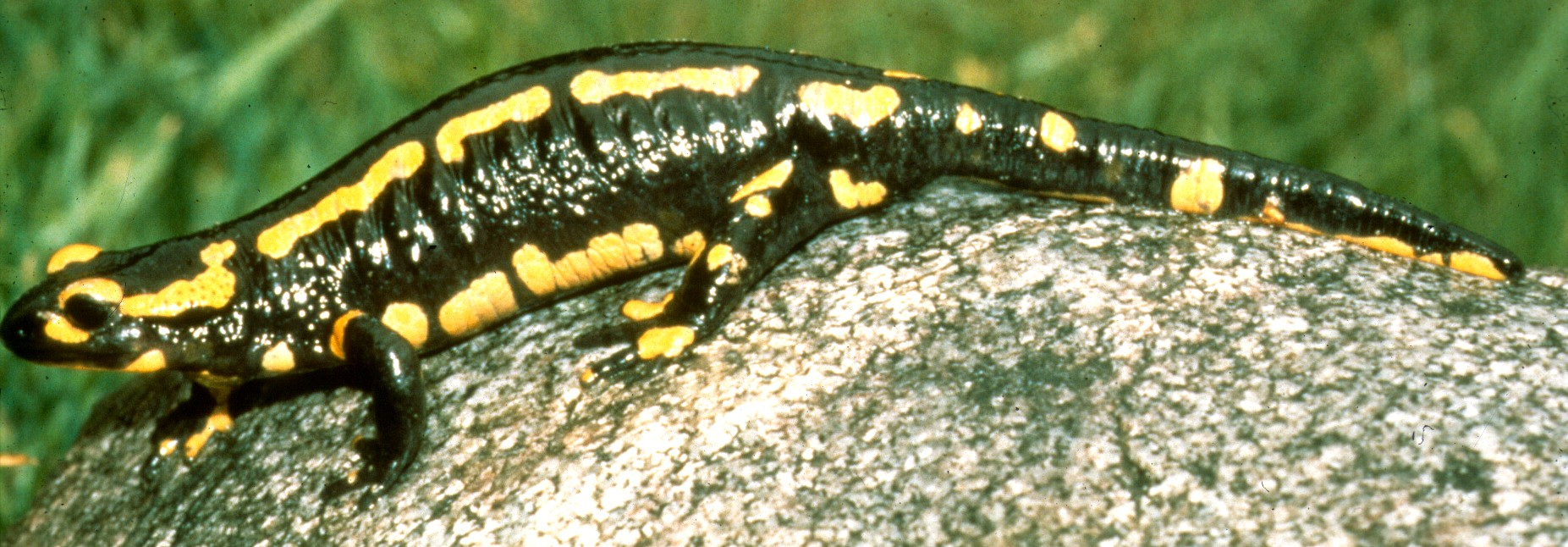
Salamandra – symbol parku
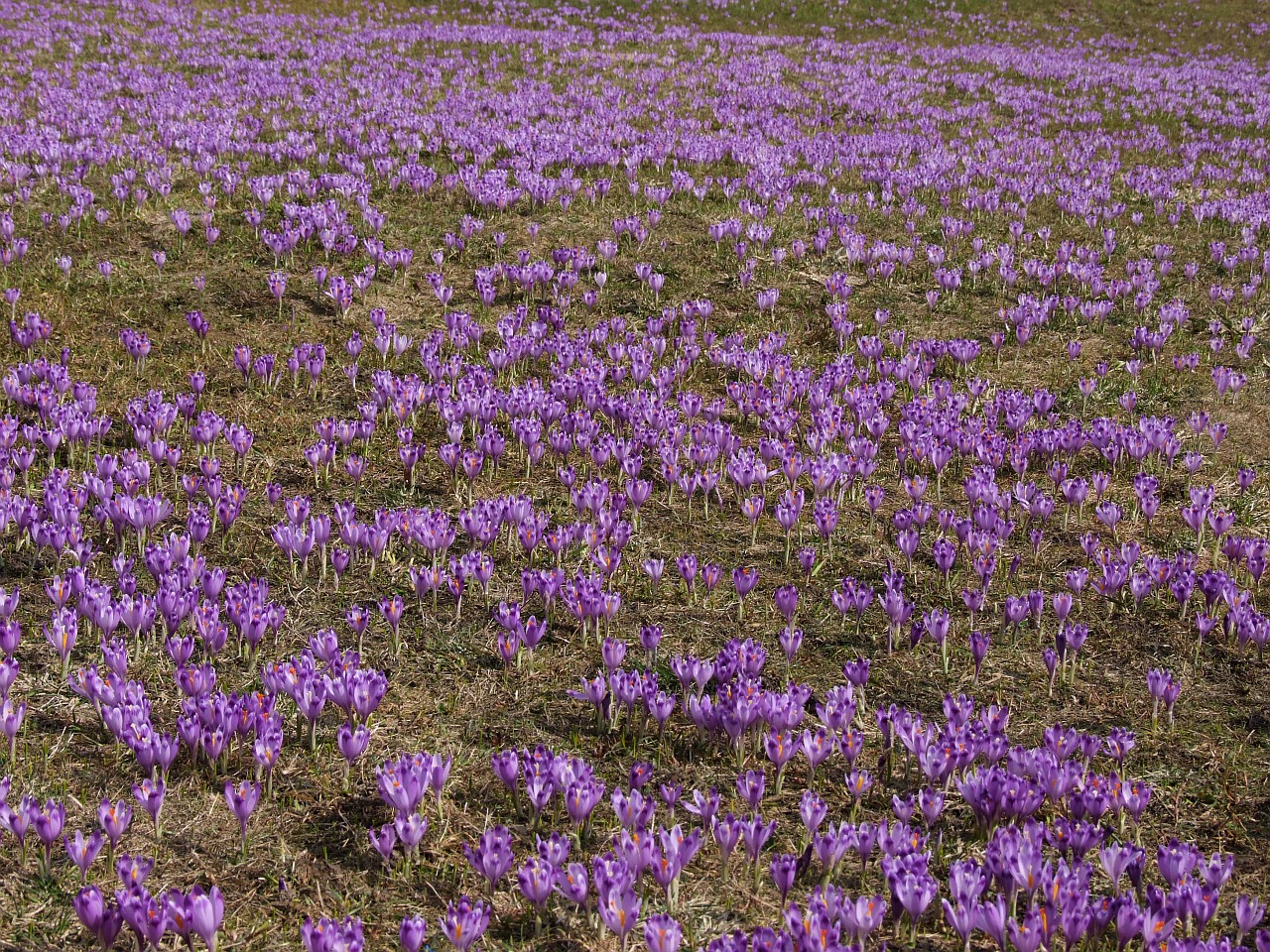
Łąka krokusowa w przysiółku Rzeki
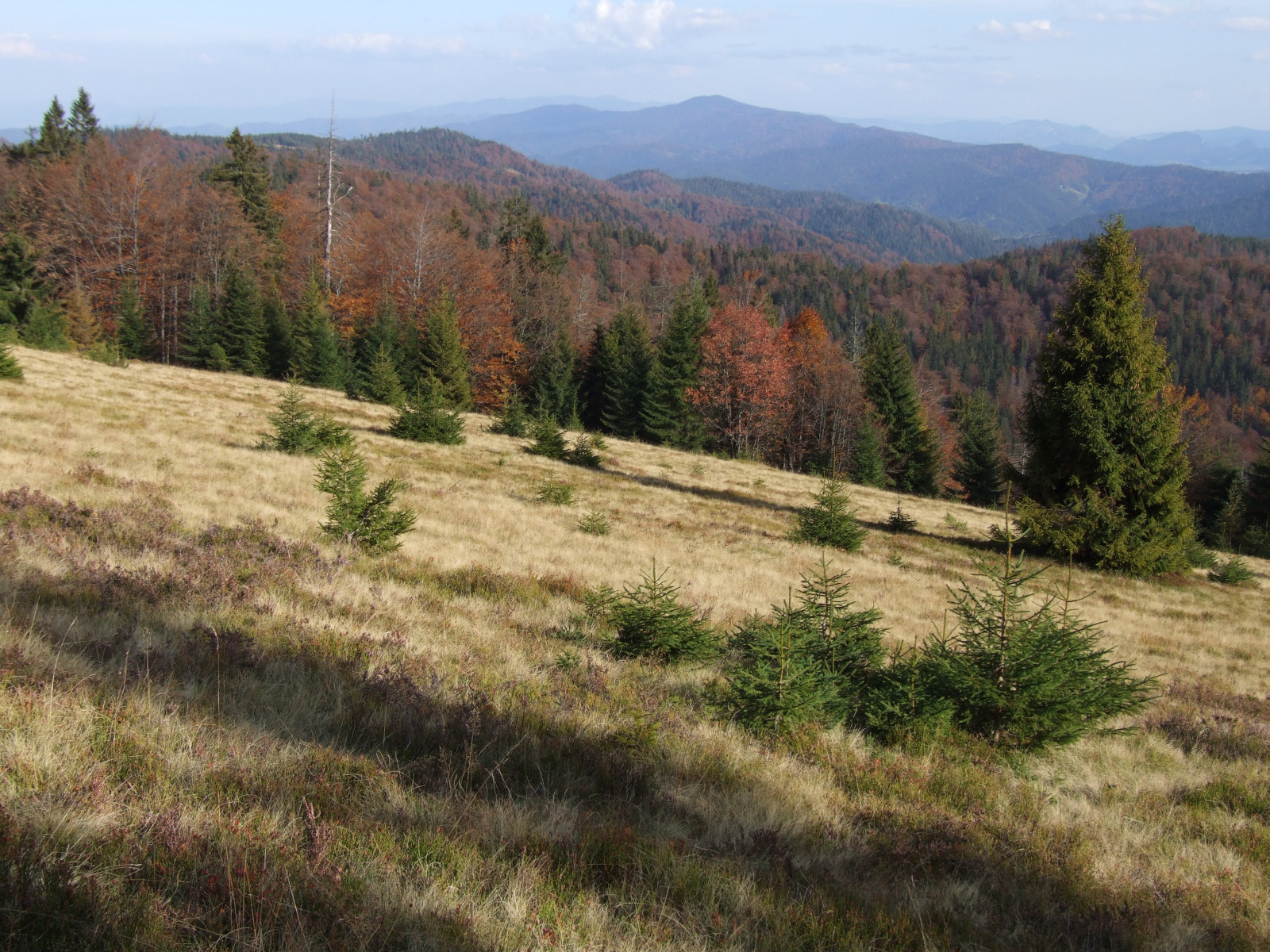
Zarastająca lasem polana gorczańska

## Plany powiększenia
Istnieją plany poszerzenia granic parku narodowego o kopułę szczytową Turbacza, grunty leśne (w tak zwanym Lesie Orkanowskim) oraz grunty leśne graniczące z osadą Gajówka Mikołaja w Dolinie Łopusznej. W okolicy parku narodowego istnieją też inne obszary cenne przyrodniczo, więc potencjał jego powiększania nie jest wyczerpany.